# Montanaro
Montanaro (piemonti nyelven Montanè) egy település Olaszországban, Torino megyében.

## Elhelyezkedése

Montanaro község Torino megye térképén

A vele határos települések: Caluso, Chivasso, Foglizzo és San Benigno Canavese.